# Amos Lee
Amos Lee er en sanger og sangskriver fra USA.

## Diskografi
- Amos Lee (2005)
- Supply and demand (2006)
- Last Days At The Lodge (2008)
- Mission Bell (2011)